# Sándor Barcs
Sándor Barcs (* 10. November 1912 in Szeged; † 7. Januar 2010 in Budapest) war ein ungarischer Politiker, Journalist, Autor und Sportfunktionär. Er war u. a. Präsident des ungarischen Fußballverbandes MLSZ. Während des Kalten Krieges bekleidete er weitere Ämter, vor allem im staatlichen Medienbereich.

## Leben
2003 wurde ihm durch Sándor Dorogi im Auftrag der Nachrichtenagentur MTI die Auszeichnung „Goldener Ring“ überreicht, was in Journalistenkreisen – auf Grund der nicht unumstrittenen politischen Vergangenheit des Geehrten (er war u. a. beisitzender Richter des Schauprozesses und Mitunterzeichner des Todesurteils gegen László Rajk) – auf geteilte Resonanz stieß.
Am 7. Januar 2010 starb Sándor Barcs in Budapest im Alter von 97 Jahren.

## Politische Funktionen
- von 1947 bis 1948 Präsident des ungarischen Nationalen Olympischen Komitees
- ab 1948 Präsident des Ungarischen staatlichen Rundfunks[2]
- Präsident der Ungarischen Nachrichtenagentur MTI[2]
- Mitglied des Präsidialrates der Ungarischen VR[2]
- Präsident des Ungarischen Journalistenverbandes MÙOSZ[2]
- beisitzender Richter des Schauprozesses und Mitunterzeichner des Todesurteils gegen László Rajk[1]
- Präsident des Ungarischen Fußballverbandes MLS[3]
- Vizepräsident des Europäischen Fußballverbandes UEFA[3]
- von 7. Juli 1972 bis 15. März 1973 nach dem Tod von Gustav Wiederkehr Interimspräsident des Europäischen Fußballverbandes UEFA[3]
- Vizepräsident des Weltfußballverbandes FIFA von 1972 bis 1974[3]
- 18 Jahre lang Mitglied des Exekutivkomitees des europäischen Fußballverbandes UEFA[3]
- Mitglied des Exekutivkomitees des Weltfußballverbandes FIFA[3]

1965 erschien sein Buch György Szepesi in Ungarn. Ein Zitat aus dem Buch lautet: „Wir leben, um dem Volk zu dienen, und Du (György Szepesi) – wie wir dies bereits in der Redaktion der ‚Zeitung‘ feststellen konnten – hast Dich, auch als Kommunist, mit strenger Disziplin daran gehalten.“
„Jimmy Hogan hat uns alles gelehrt, was wir über Fußball wissen.“ Dieser Satz stammt von Sándor Barcs, nach dem 6:3-Sieg der ungarischen Fußballnationalmannschaft 1953 im Wembley-Stadion in London. Es war der erste Auswärtssieg eines Teams vom Kontinent gegen das sogenannte Mutterland des Fußballs im eigenen Land.

## Auszeichnungen
- 1979: Großes Silbernes Ehrenzeichen am Bande für Verdienste um die Republik Österreich[4]